# Estensione ciclotomica
In matematica, in particolare in teoria dei campi, un'estensione di campi {\displaystyle L/K} è detta ciclotomica se {\displaystyle K} è un sottocampo di {\displaystyle \mathbb {C} } e se {\displaystyle L} si ottiene aggiungendo a {\displaystyle K} una radice primitiva ennesima dell'unità. Di conseguenza {\displaystyle L} è il campo di spezzamento su {\displaystyle K} del polinomio
{\displaystyle x^{n}-1.}
I sottocampi di {\displaystyle \mathbb {C} } generati su {\displaystyle \mathbb {Q} } da una radice primitiva dell'unità si dicono campi ciclotomici.
Si dimostra che l'estensione ciclotomica ottenuta aggiungendo a un campo {\displaystyle F\subseteq \mathbb {C} } una radice primitiva {\displaystyle p}-esima dell'unità (con {\displaystyle p} primo) ha gruppo di Galois ciclico. In particolare, se {\displaystyle F=\mathbb {Q} } si ha che il gruppo di Galois è isomorfo al gruppo {\displaystyle \mathbb {Z} /(p-1)\mathbb {Z} }.